# 松本利夫
松本 利夫（まつもと としお、1975年5月27日 - ）は、日本の元ダンサー、俳優。EXILEのメンバー。J Soul Brothersの元メンバー。別名、MATSU。
神奈川県川崎市高津区出身。LDH JAPAN所属。

## 略歴
川崎市立子母口小学校、川崎市立東橘中学校、神奈川県立麻生高等学校を卒業。16歳の時にテレビ番組『CLUB DADA』でZOOのパフォーマンスを観てダンスを始める。
1994年、USA、MAKIDAIらとダンスチームBABY NAILを結成。
BABY NAILとして活動する中でJapanese Soul BrothersのBOBBYに声を掛けられる。BOBBYを介してHIROと知り合い、HIROに誘われ1999年にJ Soul Brothersを結成。
2001年9月27日、J Soul Brothers改めEXILEとして始動。
2007年、舞台『太陽に灼かれて』で俳優デビュー。
2014年7月22日、EXILE第四章始動に伴い、名義をMATSUから俳優活動時に使用していた本名の松本利夫に変更した。
2015年6月22日、ÜSA、MAKIDAIと共に年内をもってパフォーマーとしての活動は引退することを発表。同年12月31日のTBS系『CDTVスペシャル! 年越しプレミアライブ 2015→2016』がパフォーマーとして最後の活動となった。

## 人物
- 趣味はスニーカー収集で、10代の頃から集め始めたスニーカーの数は約600足[8]。
- 2004年にアパレルブランド「BOISBOIS」を立ち上げ[9]、その後中目黒にセレクトショップ「LMD」をオープンしたが[10]、2006年の後半頃で芸能活動に専念している[11]。
- 2007年1月5日深夜にフジテレビで放送されたドキュメンタリー番組『EXILE 〜6年目の真実〜』で、難病に指定されているベーチェット病であることを明かした[12]。高校時代に初期症状が出始め、EXILEが第二章として始動することに向けリハーサルなどをしていた2006年9月に突然悪化[12][13]。左目がほとんど見えない状態になる、体調を崩し寝込むなど活動に支障が出ていたという[12]。

### 家族
- 兄が1人、姉が1人いる[14]。
- 2013年7月22日に10歳下の一般女性との婚約を発表。7年の交際期間を経て婚約発表に至った[15]。2014年1月1日に結婚した[13]。2016年4月に第1子男児[16]、2022年に第2子女児が誕生した[17][18]。

## 参加グループ
- BABY NAIL（1994年 - 1998年）
- HIP HOP JUNKEEZ（1998年）[19]
- J Soul Brothers（1999年 - 2001年）
- EXILE（2001年9月27日 - ）

## 出演

### 舞台
- 劇団EXILE 第一回公演「太陽に灼かれて」（2007年9月 - 10月） - マサ 役
- 劇団EXILE 第二回公演「CROWN 眠らない夜の果てに…」（2008年5月） - 主演・マーサ 役
- 劇団EXILE 第三回公演「Words〜約束/裏切り〜すべて、失われしもののため…」（2009年10月 - 11月） - マーサ 役
- 劇団EXILE 第四回公演「DANCE EARTH〜願い〜」（2010年5月） - ヒデ 役
- 松本利夫ワンマンSHOW「MATSUぼっち」〜ラフォーレ前までみんな一緒だったのに…〜（2010年11月）
- 松本利夫ワンマンSHOW「MATSUぼっち02」-銀河より愛をこめて-（2012年10月）
- 松本利夫ワンマンSHOW「MATSUぼっち03」 -POSITION-（2013年10月 - 11月）
- 劇団EXILE公演「歌姫」（2014年3月） - 主演・四万十太郎 役
- 劇団EXILE 松組 旗揚げ公演「刀舞鬼 -KABUKI-」（2016年2月 - 3月）
- 松本利夫ワンマンSHOW「MATSUぼっち04」-DOORS-（2016年10月）
- ちるらん 新撰組鎮魂歌（2017年4月）
- タクフェス第5弾「ひみつ」（2017年10月 - 12月） - 八郎 役
- 松本利夫ワンマンSHOW「MATSUぼっち05」‐レコード‐（2018年2月 - 3月）
- 松本利夫ワンマンSHOW「MATSUぼっち06」-STARS-（2019年2月 - 3月）
- 春のつかこうへい復活祭 VOL.2「銀幕の果てに」（2019年4月 - 5月） - 牛沢 役
- 朗読劇「ラヴ・レターズ」（2019年11月）
- ダイワハウス Special 地球ゴージャス二十五周年祝祭公演「星の大地に降る涙 THE MUSICAL」（2020年3月）
- プレミアムリーディング「もうラブソングは歌えない」（2020年8月）[20]
- 朗読劇 #ある朝殺人犯になっていた（2021年2月）
- INTERVIEW〜お願い、誰か僕を助けて〜（2021年3月 - 4月）[21]
- 松本利夫ワンマンSHOW「MATSUぼっち07」-MEDAL RUSH-（2021年6月）
- 7本指のピアニスト～泥棒とのエピソード～（2022年7月） - 主演・西川悟平 役[22]
- アップデート（2022年9月 - 11月） - 主演・桑田慎太郎 役[23]
- 方南ぐみ企画公演朗読劇2023「おさんぽ」きぼうのバンブー（2023年2月）
- 高橋悠也×東映 シアタープロジェクト TXT vol.3「TQY」（2023年7月） - ドクターエックス 役[24]
- 剣劇「三國志演技〜孫呉」（2024年4月） - 孫堅 役[25]
- LEGENDSTAGE feat. カムカムミニキーナ「よろしく候〜BOTTOM OF HEART〜」（2025年6月公演予定） - 主演・榎本釜次郎 役[26][27]

### 映画
- LONG CARAVAN（2009年） - 主演・柴田健三郎 役
- リトル・マエストラ（2013年） - 荒沢勝 役
- 謝罪の王様（2013年） - 船木 役
- 晴れのち晴れ、ときどき晴れ（2013年） - 主演・緒方定虎 役
- KABUKI DROP（2016年）
- 影に抱かれて眠れ（2019年） - 辻村正人 役[28]
- 無頼（2020年） - 主演・井藤正治 役
- アイミタガイ（2024年） - 羽星勝 役[29][30]

### テレビドラマ
- ヘブンズ・フラワー The Legend of ARCANA（2011年1月 - 3月、TBS） - ハル 役
- ハガネの女 season2（2011年4月 - 6月、テレビ朝日） - 浅野達也 役
- ろくでなしBLUES（2011年7月 - 9月、日本テレビ） - 井岡先生 役
- 神様の女房（2011年10月、NHK） - 井植歳男 役
- GTO 正月スペシャル! 冬休みも熱血授業だ（2013年1月2日、関西テレビ） - 水島 役[31]
- ご縁ハンター（2013年4月、NHK） - 坂本栄吉 役
- 同窓生〜人は、三度、恋をする〜（2014年7月 - 9月、TBS） - 鎌倉太郎 役
- ビンタ!〜弁護士事務員ミノワが愛で解決します〜（2014年10月 - 12月、読売テレビ） - 主演・箕輪文太 役
- 経世済民の男 第一部「高橋是清」（2015年8月、NHK） - 深井英五 役
- ウツボカズラの夢（2017年8月 - 9月、東海テレビ） - 吉岡啓介 役
- 大阪環状線 Part3 ひと駅ごとのスマイル 芦原橋駅編「私が魚になる前に踊って」（2018年3月20日、関西テレビ） - 黄川田 役
- アイアングランマ2 第5話・第6話（2018年7月、NHK BSプレミアム） - 佐久間真也 役
- 約束のステージ 〜時を駆けるふたりの歌〜（2019年2月22日、読売テレビ） - 根津光男 役
- ソロ活女子のススメ 第11話（2021年6月12日、テレビ東京）
- ビッ友×戦士 キラメキパワーズ! 第1話（2021年7月11日、テレビ東京） - ダンスの先生（ゾンビ〜ヤミー）役[32]
- イタイケに恋して 第7話（2021年8月、読売テレビ） - 萩原慎介 役[33]
- イマジン〜脳がハマるドラマ〜 第2話「パワハラ」（2021年12月、テレビ朝日）[34]
- ケイ×ヤク-あぶない相棒-（2022年1月 - 3月、読売テレビ・日本テレビ系） - 中村雄司 役[35]
- スタンドUPスタート 第1話（2023年1月18日、フジテレビ） - 中川 役[36]
- ライ麦畑でGIGをして（2023年12月、サンテレビ） - 主演・金田孝雄 役[37][38]

### 配信ドラマ
- 3枚目のボディガード 〜ボクはキミだけを守りぬく〜（2011年6月 - 8月、BeeTV） - 主演・三島乃夫男 役

### テレビ番組
- 週刊EXILE（2010年1月 - 2014年7月、TBS） - MC
- バカソウル（2012年4月 - 2013年9月、テレビ東京） - MC[39]
- MATSUぼっち（2016年4月 - 2020年9月、フジテレビ） - MC[40]
- ローカル路線バス乗り継ぎ対決旅 路線バスで鬼ごっこ（2021年1月 - 2024年7月、テレビ東京）[41]

### 配信番組
- PROSPECT JAPAN GOLF（2023年4月 - 9月、ABEMA）[42]

### ラジオ
- SESSIONS 4（2006年 - 2007年、NORTH WAVE）
- One Step Beyond（2008年4月 - 2011年9月、ジャパンエフエムネットワーク）
- EXILE EX-PRESS（2011年10月 - 2015年12月、TOKYO FM） - メインパーソナリティ[43]
- マツラジ（2024年6月 - 、ラジオ日本）[44]

### CM
- 明治
  - 「たけのこの里」（2009年）[45]
  - 「Chip! Chop」（2011年）[46]
- リクルート「ホットペッパー グルメ」（2011年[47] - 2012年[48]）
- NTTコミュニケーションズ「050plus」（2011年11月 - 2013年）
- GREE「聖戦ケルベロス」（2012年）
- 富士通「FMV」（2012年6月 - 2013年）  [49]
- アパマンショップ（2012年）[50]
- 富士通「ARROWS」（2012年7月 - 2013年）
- 久光製薬「エアーサロンパス」（2013年）[51]
- サントリー「ザ・モルツ」（2015年）[52]
- 洋服の青山（2015年）
- アコム「侍ビッグ3」シリーズ（2023年）[53]

### 声優
- エグザムライ（2008年） - MATSU 役

### ミュージックビデオ
- COLOR「Just a Little Bit」（2008年）[54]
- ファレル・ウィリアムス「Happy」日本版（2014年）[55]
- RED DIAMOND DOGS「RED SOUL BLUE DRAGON」（2018年）[56]
- EXILE ATSUSHI「You Own My Heart」（2023年）[57]

### 連載
- EVEN「EXILE MATSU-TABI」（2018年7月号[58] - 2020年1月号、2021年6月号[59] - ）

### その他
- 環境省 動物愛護ポスター（2009年[60]・2013年[61]）
- 警察庁 特別防犯支援官（2018年 - ）[62]
- 国連WFP協会「ゼロハンガーチャレンジ〜食品ロス×飢餓ゼロ〜」キャンペーンアンバサダー（2020年）[63]
- 川崎市「坂本九生誕80周年記念事業ビデオ」（2021年）[64]
- 東京2020オリンピック聖火リレー 東京都聖火ランナー（2021年）[65]
- 川崎市市民文化大使（2021年 - 2023年）[66]
- LeFRONT杯 アンバサダー（2022年 - 2024年）[67]
- PROSPECT JAPAN GOLF 公式アンバサダー（2023年）[42]

## 作品

### 書籍
- LOVE MUSIC DANCE（2005年、主婦と生活社）ISBN 978-4391131055
- キズナ（2016年、幻冬舎）ISBN 978-4344028760

### 作詞
- EXILE「Why oh why…?」（2006年）

## プロデュース
- EXILE CDジャケット「Choo Choo TRAIN」「Eternal...」「Ki・zu・na」「O'ver」（2003年）
- EXILE 映像作品『EXPV 3』（2004年）
- 劇団EXILE 松組（2016年 - ）[68]
- 舞台『かげろう』（2016年8月）[69]

## ライブ・イベント

### ファンクラブイベント
- BABY NAIL FAN MEETING 2018「ベビネとファンミ in 羽田」（2018年12月27日）[70]
- EXILE OFFICIAL FAN CLUB EVENT「ベビネのファンミ2025 〜MATSU 50th Anniversary〜」（2025年5月15日）[71]

### 参加
- EXILE LIVE TOUR 2022 "POWER OF WISH" 〜Christmas Special〜（2022年12月10日 - 12月21日）[72]

## 受賞
- 第12回イクメンオブザイヤー2022 イクメンエンターテインメント部門（2022年）[73]